# Makai Kingdom: Chronicles of the Sacred Tome
Makai Kingdom: Chronicles of the Sacred Tome est un jeu vidéo de tactical RPG sorti en 2005 sur PlayStation 2. Le jeu a été développé par Nippon Ichi Software puis édité par Koei.

## Accueil
- Jeuxvideo.com : 16/20[1]